# Чемпионат России по плаванию 2024
Чемпионат России по плаванию 2024 года прошёл с 14 по 19 апреля 2024 года во Дворце водных видов спорта (Казань).
Лучшими спортсменами по количеству очков World Aquatics стали петербуржцы Мирон Лифинцев (958) и Евгения Чикунова (955). Егор Корнев (Санкт-Петербург) завоевал больше всех золотых медалей — четыре. Больше всего медалей выиграл Андрей Минаков (Татарстан) — 6 (2+2+2).
В зачёте регионов победил Санкт-Петербург — 16 золотых медалей, 13 серебряных, 6 бронзовых; всего — 35.
Мирон Лифинцев на дистанции 100 метров на спине установил юношеский рекорд мира. Ксения Мишарина (Москва) на дистанциях 800 и 1500 метров вольным стилем побила два юношеских рекорда России, которые держались на протяжении 20 лет.

## Призёры

### Мужчины
| Дистанция                        | Золото | Золото   | Серебро | Серебро  | Бронза | Бронза   |
| -------------------------------- | --- | -------- | --- | -------- | --- | -------- |
| 50 м вольным стилем              | Климент Колесников Москва                                                                                                  | 21.89    | Егор Корнев Санкт-Петербург                                                                                          | 21.90    | Никита Черноусов Алтайский край                                                                                           | 22.00    |
| 100 м вольным стилем             | Егор Корнев Санкт-Петербург                                                                                                | 47.82    | Андрей Минаков Татарстан                                                                                             | 48.09    | Владислав Гринёв Москва                                                                                                   | 48.14    |
| 200 м вольным стилем             | Мартин Малютин Омская область                                                                                              | 1:45.86  | Михаил Довгалюк Москва                                                                                               | 1:46.98  | Владислав Резниченко Омская область                                                                                       | 1:47.43  |
| 400 м вольным стилем             | Александр Степанов Московская обл. — Ярославская обл.                                                                      | 3:47.30  | Мартин Малютин Омская область                                                                                        | 3:49.01  | Владислав Резниченко Омская область                                                                                       | 3:49.56  |
| 800 м вольным стилем             | Кирилл Мартынычев Санкт-Петербург                                                                                          | 7:51.89  | Иван Моргун Волгоградская область                                                                                    | 7:53.77  | Савелий Лузин Свердловская область                                                                                        | 7:53.82  |
| 1500 м вольным стилем            | Савелий Лузин Свердловская область                                                                                         | 15:07.10 | Кирилл Мартынычев Санкт-Петербург                                                                                    | 15:11.34 | Андрей Филипец Ростовская область                                                                                         | 15:15.48 |
|                                  | |          | |          | |          |
| 50 м на спине                    | Климент Колесников Москва                                                                                                  | 23.96    | Павел Самусенко Мурманская область                                                                                   | 24.31    | Мирон Лифинцев Санкт-Петербург                                                                                            | 24.72    |
| 100 м на спине                   | Мирон Лифинцев Санкт-Петербург                                                                                             | 52.34    | Климент Колесников Москва                                                                                            | 52.80    | Дмитрий Савенко Калужская область                                                                                         | 52.90    |
| 200 м на спине                   | Дмитрий Савенко Калужская область                                                                                          | 1:55.60  | Алексей Ткачёв Санкт-Петербург                                                                                       | 1:55.80  | Евгений Рылов Московская область                                                                                          | 1:55.83  |
|                                  | |          | |          | |          |
| 50 м брассом                     | Андрей Николаев Калужская область                                                                                          | 26.86    | Кирилл Пригода Санкт-Петербург                                                                                       | 26.93    | Олег Костин Нижегородская область                                                                                         | 26.98    |
| 100 м брассом                    | Иван Кожакин Магаданская область                                                                                           | 59.10    | Кирилл Пригода Санкт-Петербург                                                                                       | 59.37    | Данил Семьянинов Москва                                                                                                   | 59.70    |
| 200 м брассом                    | Кирилл Пригода Санкт-Петербург                                                                                             | 2:07.48  | Михаил Доринов Нижегородская область                                                                                 | 2:08.94  | Алексей Сударев Санкт-Петербург                                                                                           | 2:10.02  |
|                                  | |          | |          | |          |
| 50 м баттерфляем                 | Роман Шевляков Санкт-Петербург                                                                                             | 22.92    | Андрей Минаков Татарстан                                                                                             | 22.97    | Егор Юрченко Тюменская область                                                                                            | 23.16    |
| 100 м баттерфляем                | Андрей Минаков Татарстан                                                                                                   | 50.86    | Роман Шевляков Санкт-Петербург                                                                                       | 51.77    | Михаил Антипов Новосибирская область                                                                                      | 51.87    |
| 200 м баттерфляем                | Александр Харланов Пензенская область                                                                                      | 1:55.77  | Александр Кудашев Самарская область                                                                                  | 1:55.93  | Роман Шевляков Санкт-Петербург                                                                                            | 1:57.83  |
|                                  | |          | |          | |          |
| 200 м комплексное плавание       | Илья Бородин Брянская обл.                                                                                                 | 1:57.86  | Алексей Сударев Санкт-Петербург                                                                                      | 1:57.96  | Максим Ступин Москва | 1:58.56  |
| 400 м комплексное плавание       | Илья Бородин Брянская обл.                                                                                                 | 4:09.59  | Максим Ступин Москва                                                                                                 | 4:12.42  | Алексей Сударев Санкт-Петербург                                                                                           | 4:15.33  |
|                                  | |          | |          | |          |
| 4×100 м эстафета вольным стилем  | Санкт-Петербург Егор Корнев (47.87) Василий Кукушкин (48.45) Алексей Павлов (49.36) Александр Щёголев (48.56)              | 3:14.24  | Новосибирская область Даниил Марков (49.26) Арсений Десятов (49.07) Михаил Антипов (49.41) Максим Абловацкий (48.56) | 3:16.30  | Москва Михаил Довгалюк (49.60) Андрей Жилкин (49.84) Владислав Гринёв (49.41) Александр Назарчук (49.94)                  | 3:18.39  |
| 4×200 м эстафета вольным стилем  | Санкт-Петербург Александр Щёголев (1:48.36) Алексей Ртищев (1:48.11) Александр Аксеновских (1:49.59) Роман Котов (1:48.53) | 7:14.59  | Москва Михаил Довгалюк (1:47.07) Даниил Шаталов (1:49.25) Ярослав Дед (1:49.87) Пётр Жихарев (1:49.32)               | 7:15.51  | Свердловская область Александр Борзов (1:51.79) Дмитрий Новичков (1:53.14) Егор Мякишев (1:55.71) Савелий Лузин (1:49.18) | 7:29.82  |
| 4×100 м комбинированная эстафета | Санкт-Петербург Мирон Лифинцев (52.52) Кирилл Пригода (58.50) Роман Шевляков (50.71) Егор Корнев (47.86)                   | 3:29.59  | Москва Климент Колесников (53.40) Данил Семьянинов (59.42) Андрей Жилкин (52.22) Владислав Гринёв (49.25)            | 3:34.29  | Татарстан Николай Зуев (53.53) Эдуард Валиахметов (1:02.22) Андрей Минаков (50.61) Алексей Мерзляков (49.73)              | 3:36.09  |

### Женщины
| Дистанция                        | Золото | Золото   | Серебро | Серебро  | Бронза | Бронза   |
| -------------------------------- | --- | -------- | --- | -------- | --- | -------- |
| 50 м вольным стилем              | Арина Суркова Новосибирская область                                                                                      | 24.55    | Мария Каменева Калужская область | 24.56    | Дарья Трофимова Новосибирская область                                                                                               | 24.95    |
| 100 м вольным стилем             | Дарья Клепикова Воронежская обл.                                                                                         | 54.09    | Яна Шакирова Санкт-Петербург | 54.36    | Дарья Трофимова Новосибирская область                                                                                               | 54.42    |
| 200 м вольным стилем             | Анна Егорова ХМАО-Югра — Калининградская область                                                                         | 1:58.82  | Дарья Сурушкина Санкт-Петербург | 1:59.19  | Анастасия Саратова Воронежская область                                                                                              | 1:59.50  |
| 400 м вольным стилем             | Софья Дьякова Татарстан                                                                                                  | 4:08.37  | Анна Егорова ХМАО-Югра — Калининградская обл.                                                                                             | 4:09.62  | Ксения Мишарина Москва | 4:10.32  |
| 800 м вольным стилем             | Ксения Мишарина Москва                                                                                                   | 8:29.05  | Анна Егорова ХМАО-Югра — Калининградская обл.                                                                                             | 8:35.14  | Арина Пантина Тульская обл. — Ярославская обл.                                                                                      | 8:36.89  |
| 1500 м вольным стилем            | Ксения Мишарина Москва                                                                                                   | 16:06.09 | Софья Дьякова Татарстан | 16:25.63 | Полина Козякина Волгоградская область                                                                                               | 16:28.85 |
|                                  | |          | |          | |          |
| 50 на спине                      | Мария Каменева Калужская область                                                                                         | 27.83    | Алина Гайфутдинова Калужская область | 27.94    | Арина Хитева Самарская область | 28.61    |
| 100 на спине                     | Мария Каменева Калужская область                                                                                         | 59.43    | Алина Гайфутдинова Калужская областьВлада Егги Санкт-Петербург                                                                            | 1:00.84  | — | —        |
| 200 на спине                     | Милана Степанова Санкт-Петербург                                                                                         | 2:11.37  | Рената Гайнуллина Санкт-Петербург | 2:11.72  | Дарья Зарубенкова Новосибирская область                                                                                             | 2:12.24  |
|                                  | |          | |          | |          |
| 50 м брассом                     | Татьяна Белоногофф Московская область                                                                                    | 30.54    | Евгения Чикунова Санкт-Петербург | 30.75    | Юлия Ефимова Москва | 30.78    |
| 100 м брассом                    | Евгения Чикунова Санкт-Петербург                                                                                         | 1:05.11  | Татьяна Белоногофф Московская область | 1:07.10  | Юлия Ефимова Москва | 1:07.43  |
| 200 м брассом                    | Евгения Чикунова Санкт-Петербург                                                                                         | 2:19.74  | Юлия Ефимова Москва | 2:26.45  | Виталина Симонова Новосибирская область                                                                                             | 2:28.42  |
|                                  | |          | |          | |          |
| 50 м баттерфляем                 | Арина Суркова Новосибирская область                                                                                      | 25.39    | Дарья Клепикова Воронежская область | 25.97    | Дарья Татаринова Санкт-Петербург | 26.11    |
| 100 м баттерфляем                | Арина Суркова Новосибирская область                                                                                      | 57.53    | Светлана Чимрова Санкт-Петербург | 57.91    | Дарья Клепикова Воронежская область                                                                                                 | 57.95    |
| 200 м баттерфляем                | Светлана Чимрова Санкт-Петербург                                                                                         | 2:09.34  | Анастасия Маркова Вологодская область | 2:10.55  | Серафима Фокина Волгоградская область                                                                                               | 2:11.44  |
|                                  | |          | |          | |          |
| 200 м комплексное плавание       | Яна Шакирова Санкт-Петербург                                                                                             | 2:12.92  | Дарья Рогожинова Московская область | 2:14.39  | Ирина Кривоногова Пензенская область                                                                                                | 2:14.86  |
| 400 м комплексное плавание       | Дарья Рогожинова Московская область                                                                                      | 4:44.77  | Виктория Блинова Удмуртия | 4:45.24  | Ирина Кривоногова Пензенская область                                                                                                | 4:47.07  |
|                                  | |          | |          | |          |
| 4×100 м эстафета вольным стилем  | Санкт-Петербург Яна Шакирова (55.10) Дарья Сурушкина (54.55) Александра Курилкина (55.79) Дарья Татаринова (55.31)       | 3:40.75  | Москва Дарья Муллакаева (55.84) Елизавета Сусорова (56.43) Алиса Захарова (56.70) Мария Полещук (54.81)                                   | 3:43.78  | Воронежская область Александра Цветковская (56.01) Анастасия Саратова (56.01) Александра Литвиненко (58.67) Дарья Клепикова (53.85) | 3:44.54  |
| 4×200 м эстафета вольным стилем  | Татарстан Софья Дьякова (1:59.89) Дарья К. Устинова (2:02.52) Анастасия Колпакова (2:01.07) Валерия Саламатина (1:59.58) | 8:03.00  | Воронежская область Анастасия Саратова (1:59.40) Александра Цветковская (2:00.59) Евгения Садовникова (2:06.89) Дарья Клепикова (1:57.64) | 8:04.52  | Санкт-Петербург Яна Шакирова (2:00.95) Дарья Сурушкина (1:59.65) Александра Кузнецова (2:04.69) Дарья С. Устинова (2:00.55)         | 8:05.84  |
| 4×100 м комбинированная эстафета | Санкт-Петербург Влада Егги (1:01.25) Евгения Чикунова (1:06.20) Светлана Чимрова (57.97) Яна Шакирова (54.52)            | 3:59.94  | Москва Полина Кузнецова (1:02.14) Юлия Ефимова (1:06.99) Варвара Хвесюк (1:00.28) Мария Полещук (55.05)                                   | 4:04.46  | Татарстан Дарья К. Устинова (1:02.40) Ралина Гилязова (1:08.06) Анастасия Колпакова (59.53) Валерия Саламатина (56.42)              | 4:06.41  |

### Смешанные соревнования
| Дистанция                        | Золото | Золото  | Серебро | Серебро | Бронза                                                                                                   | Бронза  |
| -------------------------------- | --- | ------- | --- | ------- | --- | ------- |
| 4×100 м эстафета вольным стилем  | Санкт-Петербург Егор Корнев (48.23) Василий Кукушкин (48.40) Александра Курилкина (55.07) Дарья Сурушкина (54.09) | 3:25.79 | Москва Михаил Довгалюк (50.04) Владислав Гринёв (48.41) Дарья Муллакаева (55.09) Мария Полещук (54.59)                   | 3:28.13 | Татарстан Алексей Крутых (50.04) Андрей Минаков (47.72) Валерия Саламатина (55.84) Ирина Злобина (56.54) | 3:30.14 |
| 4×100 м комбинированная эстафета | Татарстан Николай Зуев (53.83) Ралина Гилязова (1:07.93) Андрей Минаков (50.14) Ирина Злобина (56.16)             | 3:48.06 | Калужская область Алина Гайфутдинова (1:01.73) Андрей Николаев (1:04.05) Михаил Вековищев (51.31) Мария Каменева (53.62) | 3:50.71 | Москва Артём Норкин (54.28) Юлия Ефимова (1:07.47) Анастасия Журавлёва (1:00.64) Михаил Довгалюк (49.55) | 3:51.94 |

## Статистика медалей по регионам
*   Принимающая страна (Татарстан)
| Место           | Страна                                   | Золото | Серебро | Бронза | Всего |
| --------------- | ---------------------------------------- | ------ | ------- | ------ | ----- |
| 1               | Санкт-Петербург                          | 16     | 13      | 6      | 35    |
| 2               | Москва                                   | 4      | 9       | 8      | 21    |
| 3               | Калужская область                        | 4      | 4       | 1      | 9     |
| 4               | Татарстан*                               | 4      | 3       | 3      | 10    |
| 5               | Новосибирская область                    | 3      | 1       | 5      | 9     |
| 6               | Московская область                       | 2      | 2       | 1      | 5     |
| 7               | Брянская область                         | 2      | 0       | 0      | 2     |
| 8               | Воронежская область                      | 1      | 2       | 3      | 6     |
| 9               | ХМАО-Югра — Калининградская область      | 1      | 2       | 0      | 3     |
| 10              | Омская область                           | 1      | 1       | 2      | 4     |
| 11              | Пензенская область                       | 1      | 0       | 2      | 3     |
| 11              | Свердловская область                     | 1      | 0       | 2      | 3     |
| 13              | Магаданская область                      | 1      | 0       | 0      | 1     |
| 13              | Московская область — Ярославская область | 1      | 0       | 0      | 1     |
| 15              | Волгоградская область                    | 0      | 1       | 2      | 3     |
| 16              | Нижегородская область                    | 0      | 1       | 1      | 2     |
| 16              | Самарская область                        | 0      | 1       | 1      | 2     |
| 18              | Вологодская область                      | 0      | 1       | 0      | 1     |
| 18              | Мурманская область                       | 0      | 1       | 0      | 1     |
| 18              | Удмуртия                                 | 0      | 1       | 0      | 1     |
| 21              | Алтайский край                           | 0      | 0       | 1      | 1     |
| 21              | Ростовская область                       | 0      | 0       | 1      | 1     |
| 21              | Тульская область — Ярославская область   | 0      | 0       | 1      | 1     |
| 21              | Тюменская область                        | 0      | 0       | 1      | 1     |
| Всего стран: 24 | Всего стран: 24                          | 42     | 43      | 41     | 126   |